# 1758
Évszázadok: 17. század – 18. század – 19. század
Évtizedek: 1700-as évek – 1710-es évek – 1720-as évek – 1730-as évek – 1740-es évek – 1750-es évek – 1760-as évek – 1770-es évek – 1780-as évek – 1790-es évek – 1800-as évek
Évek: 1753 – 1754 – 1755 – 1756 –  1757 – 1758 – 1759 – 1760 – 1761 – 1762 – 1763

## Események

### Határozott dátumú események
- március 15. – XV. Lajos Franciaország marsalljává lépteti elő Bercsényi Lászlót. (Bercsényi László az egyetlen a francia történelemben, aki magkapta ezt a minden katonai rendfokozat fölött álló méltóságot.)[1]
- július 6. – XIII. Kelemen pápa negválasztása.[2]
- augusztus 25. – A poroszok és oroszok közötti zorndorfi csata döntetlenül végződik, de sikerül megakadályozni az orosz és osztrák seregek egyesülését.[3]
- október 14. – A hochkirchi csatában az osztrákok legyőzik a poroszokat, a porosz gyalogság egyharmada odaveszett.[3]

### Határozatlan dátumú események
- az év folyamán – Az első Fonyódra vonatkozó anyakönyvi adat 1758-ből való. Ez év áprilisában jegyezték be az anyakönyvbe, hogy meghalt Kata asszony, a fonyódi révész felesége („Catharina Uxor Trajectoris in Fonyód”).
- Megjelenik az első magyar nyelvű sakk-könyv Sách, avagy királyos játéknak szabott rend-tartási címmel.[4]

## Születések
- február 3. – Valentin Vodnik, szlovén költő († 1819)
- április 27. – Charles Dumont de Sainte-Croix, francia ügyvéd, zoológus és ornitológus († 1830)
- április 28. – James Monroe, az Amerikai Egyesült Államok ötödik elnöke († 1831)
- május 6. – Maximilien de Robespierre, ügyvéd, politikus, a jakobinus diktatúra vezéralakja († 1794)
- május 6. – André Masséna, Rivoli és Esseling hercege, francia marsall, a francia forradalmi és napóleoni háborúk kiemelkedő hadvezére († 1817)
- július 25. – dr. Nyulas Ferenc, Erdély főorvosa, kémikus, fizikus, gyógyszerész († 1808)
- szeptember 29. – Horatio Nelson, angol altengernagy, a Földközi-tengeri brit flotta parancsnoka († 1805)
- október 11. – Heinrich Wilhelm Olbers, német orvos és csillagász († 1840)
- október 15. – Johann Heinrich Dannecker, német klasszicista szobrász († 1841)

## Halálozások
- március 22. – Jonathan Edwards, a tizenhárom amerikai gyarmat kongregációs templomának papja, hittudós és misszionárius (* 1703)
- május 3. – XIV. Benedek, a 247. római pápa (* 1675)[5]
- november 20. – Johan Helmich Roman, svéd zeneszerző, karmester (* 1694)